# Молдова на летних Паралимпийских играх 2008
Молдова на 2008 летних Паралимпийских играх в Пекине согласно официальным данным была представлена лишь одним спортсменом — в соревнованиях по пауэрлифтингу приняла участие Лариса Мариненкова.

## Пауэрлифтинг
Женщины
| Спортсмен          | Категория  | Результат | Место |
| ------------------ | ---------- | --------- | ----- |
| Лариса Мариненкова | до 67,5 кг | 77,5 кг   | 8     |